# ديفيد روبنسون (لاعب كريكت)
ديفيد روبنسون (بالإنجليزية: David Robinson)‏ (20 مارس 1958 في أستراليا - ) هو لاعب كريكت أسترالي. لعب مع فريق فكتوريا للكريكت.

## وصلات خارجية
- ديفيد روبنسون (لاعب كريكت) على موقع إي آس بي آن كريك إنفو (الإنجليزية)